# 藍田貴義
藍田 貴義（あいだ たかよし、1982年12月25日 - ）は、日本の格闘家。
幼少の頃から伝統派空手を学び、高校卒業前に伴流ボクシングジムでボクシングを始めた。現在は自らが代表を務めるCombat Workout Diamonds所属。2011年BOXFIGHT（ボックスファイト）65kg級1dayトーナメントで優勝し初代王者に就く。2014年には復帰したプロボクシングでIBFアジアウェルター級王座を獲得。2015年にはWBCアジアスーパーライト級王座を獲得。

## 来歴
10歳で伝統派空手を始め、空手道部の名門である日大鶴ヶ丘高校に入学。高校卒業前に伴流ボクシングジムに入門しプロボクサーとなる。

### ボックスファイト時代
2010年8月25日、後楽園ホールにてBOXFIGHT旗揚げ戦でアマチュアボクシング全日本実業団優勝、社会人選手権準優勝の実績を持つ勝田邦弘と対戦。終始圧倒し、ジャッジ三者共にフルマーク (30-27) の判定勝ち。
2011年2月12日、新宿FACEにて、BOXFIGHT事務局『BOXFIGHT Vol.3 ～third wave～』が開催され、日本国内初となるボクシングスタイル格闘技の8人による「65キロ1DAYトーナメント」が行われた。1回戦ではカマル・フェルナンドにKO勝ち、2回戦では元プロボクシング日本1位のアウトロー・ナオトを下し、決勝ではフェニックス・エイジをKO勝利。チャンピオンの座に就いた。

### プロボクサー時代
2002年6月4日、後楽園ホールで入江一幸と両者にとってのデビュー戦を行い、4回判定で引き分けた。
2002年12月18日、後楽園ホールで鈴木繁と対戦し、初回2分37秒KO勝ちを収めた。
2004年4月21日、後楽園ホールで遠藤一憲と対戦し、初回56秒KO勝ちを収めた。
2005年2月18日、後楽園ホールで小林正典と対戦し、3-0の判定勝ちを収めた。
2005年3月29日、東日本ライト級新人王予選で佐々木悟と対戦し、初回KO勝ちを収めた。
2005年5月25日、東日本ライト級新人王予選で山口琢磨と対戦し、初回KO勝ちを収めた。
2005年9月27日、東日本ライト級新人王準決勝で加藤善孝と対戦し、プロ初黒星となる初回KO負けを喫し引退した。
2012年5月18日、ナコーンラーチャシーマー県のシティ・ホール・グランドでパトムスック・パトンポートーンとノンタイトル8回戦を行い、8回判定負けを喫し復帰戦を白星で飾れなかった。
2013年1月10日、ピッサヌローク県でIBFパンパシフィックスーパーライト級王者パトムスック・パトンポートーンと対戦し、判定負けを喫し王座獲得に失敗、8ヵ月ぶりの再戦で雪辱を果たすことは出来なかった。
2013年6月13日、ニューサウスウェールズ州キャンプジーのオリオン・ファンクション・センターでモハメド・エロマーと対戦し、1-2の判定負けを喫した。
2014年2月12日、ルーイ県プールア郡でラッチャスリ・シッサイトーン(タイ/第34代OPBF王者)とノンタイトル8回戦を行い、初回KO勝ちを収めた。
2014年4月18日、スラートターニー県でムハンマド・イマム（インドネシア）とIBFアジアウェルター級王座決定戦を行い、初回KO勝ちを収め王座を獲得した。
2015年2月15日、リサール州アンゴノのアンゴノ・スポーツ・コンプレックスでデッソン･カゴンとABCOコンチネンタルスーパーライト級王座決定戦を行い、初回40秒TKO勝ちを収め王座獲得に成功した。
2016年4月29日、重慶で楊興新とWBCアジアウェルター級王座決定戦並びにPABAウェルター級王座決定戦を行い、8回TKO負けを喫しWBCアジア王座の2階級制覇とPABA王座獲得に失敗した。

## 獲得タイトル
- J-GROWアマチュアキックボクシング大会　準優勝（2007年）
- KAMINARIMON関東大会65kg級トーナメント優勝（2008年）
- KAMINARIMON全国大会65kg級トーナメント準優勝（2008年）
- BOXFIGHT 65kg級1dayトーナメント王者（2011年）
- IBFアジアウェルター級王座（2014年）
- WBCアジアスーパーライト級王座（2015年）